# مارتن كلينك
مارتن كلينك (بالألمانية: Martin Klink)‏ (مواليد 25 سبتمبر 1940) هو سبّاح ألماني، مثّل بلاده في الألعاب الأولمبية الصيفية 1964.

## روابط خارجية
مارتن كلينك على موقع الاتحاد الدولي للسباحة (الإنجليزية)
- مارتن كلينك على موقع أوليمبيديا (الإنجليزية)